# Кроппен, Мишель
Мишель Кроппен (нем. Michelle Kroppen; род. 19 апреля 1996, Кевелар, Северный Рейн-Вестфалия) — немецкая лучница, выступающая в соревнованиях по стрельбе из олимпийского лука. Бронзовый призёр Олимпийских игр, бронзовый призёр Европейских игр.

## Биография
Мишель Кроппен родилась 19 апреля 1996 года.
Владеет голландским, немецким и английским языками.

## Карьера
Кроппен начала заниматься стрельбой из лука в восьмилетнем возрасте в Штралене. По её воспоминаниям, этому решению поспособствовала её бабушка.
На чемпионате Европы по стрельбе из лука 2018 года, проходившем в Легнице, она завоевала бронзовую медаль в командных соревнованиях среди женщин. Она выиграла серебряную медаль в женских командных соревнованиях по стрельбе из лука на чемпионате Европы 2021 года, который проходил в Анталии. На этапе Кубка мира в Солт-Лейк-Сити завоевала серебро в индивидуальном первенстве.
В 2019 году Кроппен и Седрик Ригер завоевали бронзовую медаль в смешанных командных соревнованиях на Европейских играх, которые проходили в Минске. Она также участвовала в женских индивидуальных и женских командных соревнованиях. На чемпионате мира 2019 года в Хертогенбосе она заняла четвёртое место в индивидуальном первенстве и дошла до четвертьфинала с командой.
Она участвовала в женском индивидуальном первенстве и командных соревнованиях на летних Олимпийских играх 2020 года. Вместе и Лизой Унрух и Шарлин Шварц немецкие лучницы завоевали бронзовую медаль в команде. В личном первенстве она уступила во втором раунде будущей медалистке, россиянке Елене Осиповой.